# Phyllis Eisenstein
Phyllis Eisenstein (Chicago, 26 de febrero de 1946 – Ibidem., 7 de diciembre de 2020) fue una escritora de estadounidense ciencia ficción y fantasía. Publicó sus dos primeros libros en 1969, el primero de los cuales lo realizó en colaboración con su esposo. 

## Biografía
Estudió en los años sesenta en la Universidad de Chicago, aunque sería en 1981 cuando se licenció como antropóloga en la Universidad de Illinois. Ha escrito al menos seis novelas y alrededor de 40 cuentos; su relato Sorcerer's Son recibió una nominación al British Fantasy Award en 1980, mientras que ha sido dos veces nominada para el Premio Hugo —por In the Western Tradition en 1982 y Nightlife en 1983— y tres veces para un Premio Nébula —Attachment en 1976, In the Western Tradition en 1982 y The Island in the Lake en 2000—, entre otras.

## Obras
Novelas
- Shadow of Earth (1979)
- In the Hands of Glory (1981)

Series
- Book of Elementals
  - 1 Sorcerer's Son (1979)
  - 2 The Crystal Palace (1988)
  - 3 The City in Stone
  - The Book of Elementals, Vol. 1 y 2 (2003)
- Tales of Alaric the Minstrel
  - 1 Born to Exile (1978)
  - 2 In the Red Lord's Reach (1989)
  - Born to Exile (1971)
  - Inn of the Black Swan (1972)
  - The Witch and the Well (1974)
  - The Lords of All Power (1975)
  - The Land of Sorrow (1977)
  - The Mountain Fastness (1979)
  - Beyond The Red Lord's Reach (1988)
  - The Island in the Lake (1998)